# Commiphora glandulosa
Commiphora glandulosa (Engels: Glossy-leaved corkwood) is een soort uit de familie Burseraceae. Het is een struik of kleine boom met een kleine dichte kroon. De boom kan een groeihoogte bereiken van 2 tot 10 meter. De stam is meestal opvallend dik en vaak vrij recht.
De soort staat op de Rode Lijst van de IUCN geklasseerd als 'niet bedreigd'.
De soort komt voor in oostelijk en zuidelijk Afrika, van Tanzania tot in Zuid-Afrika. Hij groeit daar op zandige en goed waterdoorlatende bodems in bosachtige savannes of mopane-savannes. Verder groeit de soort ook in droge loofbossen, af en toe op termietenheuvels en in Brachystegia-bossen.
Het hout en de gom van de boom wordt soms in het wild geoogst voor lokaal gebruik. De gom is oneetbaar, heeft een witte kleur en is verder ondoorzichtig en zeer bros. De gom wordt geweekt en een beetje gekookt om vervolgens gebruikt te worden als vervanging van waspoeder. Het bleekgele hout is licht in gewicht en wordt gebruikt voor het maken van huishoudelijke gebruiksvoorwerpen zoals krukken.
... 
C. africana · 
C. caudata · 
C. gileadensis · 
C.  guidottii · 
C. kataf · 
C. myrrha · 
C. simplicifolia · 
C. wightii · 
C. wildii
...